# Charles Scriver
Pour les articles homonymes, voir Scriver.
Charles Scriver, né à Montréal le 7 novembre 1930 et mort le 7 avril 2023 dans la même ville, est un médecin, pédiatre et chercheur québécois.

## Biographie
Charles Scriver a contribué de façon exceptionnelle au développement de la génétique humaine[réf. souhaitée]. Il est considéré comme le père de la génétique moderne au Québec. Il a écrit plus de 500 articles scientifiques portant sur la biochimie, la génétique moléculaire, la génétique des populations, l'épidémiologie et la nutrition. Le Dr Scriver a notamment été l'éditeur principal de The Metabolic and Molecular Bases of Inherited Diseases un ouvrage qui traite des maladies métaboliques et génétiques. En 1961, il a fondé le Laboratoire De Belle de génétique biochimique de l’Hôpital pour enfants de Montréal. Grâce à ses recherches, Il a démontré qu'une carence en vitamine D pouvait causer des malformations osseuses[réf. nécessaire] symptôme du rachitisme.
Il participe au lancement du projet Fichier BALSAC en génétique des populations.
Il a participé à l'élaboration du programme de nutrition préventive et a également fait pression auprès du gouvernement pour que les producteurs laitier soient obligés d'ajouter des vitamines D dans le lait. Dr Scriver a ainsi amélioré la vie de nombreux enfants québécois qui souffraient de rachitisme[réf. souhaitée]. Grâce à ses découvertes le Dr Scriver a reçu plusieurs reconnaissances et distinctions.

## Distinctions et honneurs
- 1962 - Médaille du Collège royal
- 1979 - Prix Gairdner de Toronto
- 1981 - Médaille McLauglin de la Société royale du Canada
- 1985 - Officier de l'Ordre du Canada
- 1988 - Prix Michel-Sarrazin du Club de recherches cliniques du Québec
- 1995 - Prix Wilder-Penfield
- 1996 -  Compagnon de l'Ordre du Canada
- 1997 - Grand officier de l'Ordre national du Québec
- 2001 - Membre du Panthéon de la science et de l'ingénierie canadiennes
- 2001 - Membre du Temple de la renommée médicale canadienne
- Docteur honoris causa de l'Université du Manitoba, de l'université de Glasgow, de l'Université de Montréal et de l'université d'Utrecht.